# DENIS J1048-3956
Désignations
DENIS J1048-3956 est une étoile située à 13,19 années-lumière de la Terre dans la constellation de la Machine pneumatique. C'est le 32e système stellaire le plus proche du système solaire connu à ce jour.
L'étoile est une naine rouge très faible avec une magnitude de 17,39.